# NGC 2822
NGC 2822 este o galaxie eliptică situată în constelația Carena. A fost descoperită în 29 ianuarie 1835 de către John Herschel.